# IC 405
IC 405 (также известная как Туманность пламенеющей звезды, SH 2-229, или Колдуэлл-31) — эмиссионная/отражательная туманность в созвездии Возничего, окружающая голубоватую нерегулярную переменную звезду AE Возничего.

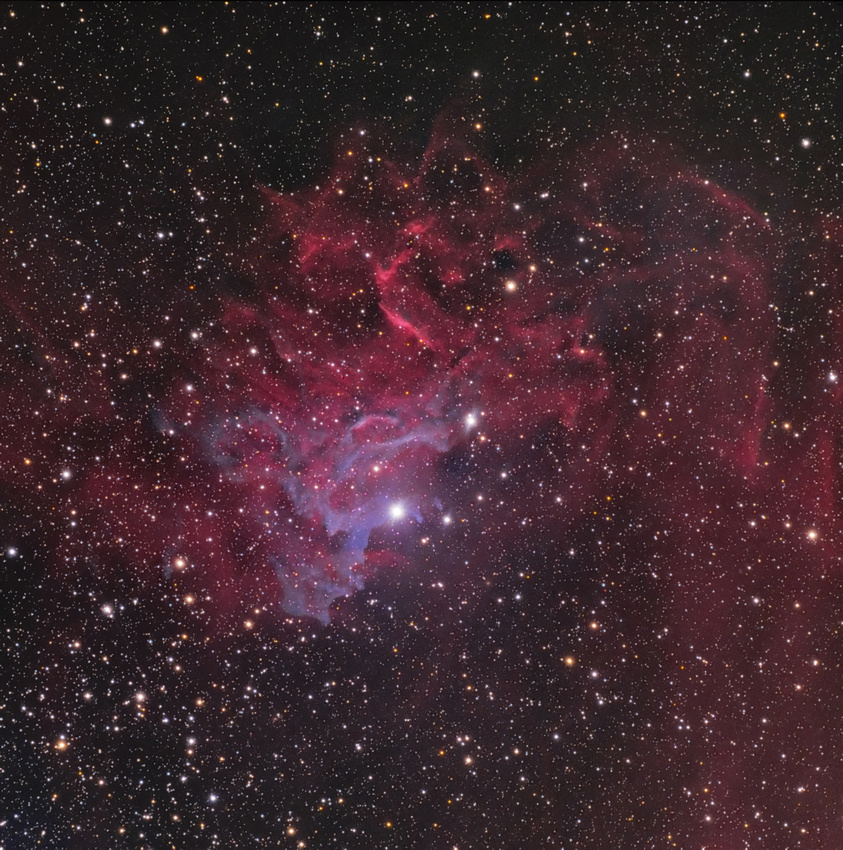
Звезда AE Возничего и Туманность пламенеющей звезды

Красный и пурпурный цвета туманности возникают вследствие разных процессов. Мощное излучение звезды AE Возничего буквально выталкивает электроны из окружающего газа. Когда протон вновь захватывает электрон, излучается свет красных длин волн. В пурпурной области происходит смешение этого красного излучения и голубого излучения звезды AE Возничего, отраженного окружающей звезду пылью. Две эти области называются, соответственно, эмиссионной туманностью и отражательной туманностью.
Туманность расположена вблизи рассеянного скопления с эмиссионной туманностью IC 410, рассеянных скоплений M38 и M36, и видимой невооруженным глазом звезды K-класса Йота Возничего (Хассалех).
Туманность занимает на небе площадь приблизительно 37,0' x 19,0', и находится на расстоянии около 1500 св. лет от Земли. Считается, что собственное движение убегающей звезды может быть прослежено до области пояса Ориона, откуда она когда-то вылетела. Физические размеры туманности составляют около 5 световых лет. Туманность можно увидеть с помощью небольшого телескопа в направлении на созвездие Возничий.